# Krystyna Kuliczkowska
Krystyna Kuliczkowska, z domu Jaroszyńska, pseud. i krypt. K.K., Kjk., Kr.K., krk., Krystyna Jankowska (ur. 29 października 1912 w Warszawie, zm. 24 czerwca 1986 w Warszawie) – polska historyk i krytyk literacki, profesor Uniwersytetu Warszawskiego.

## Życiorys
Była córką lekarza psychiatry Tadeusza Jaroszyńskiego oraz pisarki Jadwigi z Jasińskich, secundo voto Kopeć. Absolwentka filologii polskiej na Uniwersytecie Warszawskim. Będąc studentką pisała w „Pionie” i „Bluszczu”. Uczestniczyła w powstaniu warszawskim. Po wojnie prowadziła z mężem gimnazjum w Krościenku. W latach 1952–1958 pracowała w Polskiej Akademii Nauk. W roku 1972 została docentem UW, a w 1978 jego profesorem.

## Niektóre publikacje
- 1959 – Literatura dla dzieci i młodzieży w latach 1864-1914
- 1964 – Mały słownik literatury dla dzieci i młodzieży (wspólnie z Ireną Słońską)
- 1970 – W szklanej kuli. Szkice o literaturze dla dzieci i młodzieży
- 1972 – Dawne i współczesne problemy prozy dla dzieci
- 1979 – Nowy słownik literatury dla dzieci i młodzieży